# Trolley Troubles
Trolley Troubles è un cortometraggio d'animazione del 1927, diretto da Walt Disney. È noto per essere la prima apparizione di Oswald il coniglio fortunato, un personaggio che Disney e Ub Iwerks crearono per la Universal Pictures e Charles Mintz. Fu distribuito dalla Universal il 5 settembre 1927.

## Trama
Oswald sta preparando un tram per trasportare i suoi coniglietti e altri personaggi animali, ma ci sono alcuni ostacoli. Uno è una mucca che cammina sui binari e si rifiuta di muoversi finché Oswald non spinge il tram sotto di lei. Oswald pensa che tutto vada bene fino a quando la salita diventa ripida. Oswald usa una capra per portare il tram su e giù per la collina. Il tram arriva improvvisamente su una strada accidentata, costringendo Oswald a lanciare i suoi coniglietti fuori dal tram uno per uno. Oswald prega per la sua vita, si toglie il piede e se lo strofina sulla testa (per il detto che una zampa di coniglio porta fortuna). Alla fine, il tram finisce in un fiume e diventa una zattera, e Oswald usa un grosso bastone per remare fino a valle.

## Produzione
All'inizio dell'estate del 1927, Disney finì il primo cartone animato di Oswald, dal titolo Poor Papa. Tuttavia, la Universal non era molto soddisfatta: si aspettavano un personaggio più simile a Charlie Chaplin e pensavano che Oswald fosse troppo anziano e troppo grasso. Disney accettò di apportare alcune modifiche e il cartone animato non venne distribuito nelle sale al momento. Invece, il secondo cartone di Oswald prodotto venne presentato per il rilascio: Trolley Troubles. Alla Universal il cortometraggio piacque e lo distribuì il 5 settembre 1927.
Alla stampa piacque la nuova serie di cartoni animati creata da Walt, e Oswald divenne un vero eroe. Da quel momento in poi, un nuovo cartone animato venne rilasciato ogni due settimane. Per quanto riguarda Poor Papa, esso venne distribuito al cinema in seguito, anche se la Universal lo trattenne fino al 1928. In totale, nove cortometraggi di Oswald uscirono nel 1927.
Il copyright per Trolley Troubles scadde nel 1955. Il cartone animato venne riedito il 23 novembre 1931, dopo che la Walter Lantz Productions aveva rilevato la serie di Oswald. Questa riedizione venne completata con effetti sonori e musiche di James Dietrich, ed è l'unica versione del cortometraggio disponibile ai nostri giorni.

## Edizioni home video

### DVD
Il cortometraggio è incluso nel DVD Walt Disney Treasures: Le avventure di Oswald il coniglio fortunato. Per l'occasione al film è stata assegnata una nuova colonna sonora scritta da Robert Israel.